# Мезен (река)
Мезѐн е голяма река в североизточната част на Европейска Русия. Дължината ѝ е 966 km, която ѝ отрежда 48-о място по дължина в Русия. Протича по територията на Република Коми и Архангелска област.
Река Мезен води началото си от блата, разположени на 298,2 m н.в. по западните склонове на Тиманското възвишение в западната част на Република Коми. В най-горното си течение протича на югозапад, след това на северозапад, на югозапад и юг. След село Глотово завива на запад, при селище Усогорск – на север, като образува огромна изпъкнала на юг дъга. След село Латюга навлиза в Архангелска област, като завива на северозапад и запазва това си направление до устието. Влива се в Мезенския залив на Бяло море чрез естуар дълъг 47 km и широк в най-голямата си част 9,3 km. В горното течение бреговете на Мезен са високи и скалисти, а в средното – полегати, като реката прави много завои и по течението ѝ има множество бързеи, които затрудняват корабоплаването. Долното течение се характеризира с още по широка и плоска долина, но се запазват множеството бързеи. В естуара ѝ се наблюдава приливна вълна, която се изкачва на 64 km нагоре по течението.
Водосборният басейн на река Мезен обхваща площ от 78 000 km2 и се простира на територията на Република Коми и Архангелска област.
Водосборният басейн на реката граничи със следните водосборни басейни:
- на север – водосборните басейни на сравнително малки реки, вливащи се в Бяло и Баренцево море;
- на североизток – водосборният басейн на река Печора;
- на югоизток – водосборният басейн на река Вичегда (десен приток на Северна Двина;
- на югозапад – водосборният басейн на река Пинега (десен приток на Северна Двина;
- на запад – водосборният басейн на река Кулой;.

Река Мезен получава множество притоци, от които 12 са с дължина над 100 km.
Леви притоци – Ирва (174 km, 2260 km2), Болшая Лоптюга (160 km, 2030 km2), Ус (102 km, 917 km2), Писа (164 km, 1160 km2), Низма (123 km, 726 km2), Вашка (605 km, 21 000 km2, най-голям приток), Кижма (158 km, 1490 km2);
Десни притоци – Пижма (236 km, 3830 km2), Сула (221 km, 2210 km2, Кима (219 km, 2630 km2), Ома (100 km, 490 km2), Пьоза (363 km, 15 100 km2).
Подхранването на реката е преобладаващо снегово. Пълноводието ѝ е през май и юни, като през лятото и есента се наблюдава вторично пълноводие в резултата от дъждовните валежи. Среден годишен отток на 186 km от устието – 866 m3/s, най-голям – 9 530 m3/s. Замръзва в края на октомври – средата на ноември, а се размразява в края на април – началото на май.
Средномесечен отток на река Мезен (m3/s) в района на село Малая Нисогора (на 186 km от устието) от 1965 по 1993 г.
По течението на реката са разположени множество населени места, по-големи от които са: село кослан (районен център) и посьолок Усогорск в Република Коми и град Мезен в Архангелска област.
Реката е плавателна до устието на река Вашка, на 201 km от устието, а през май и юни, по време на пълноводието – до село Макар Иб, на 681 km от устието. В района на горното течение на реката има огромни горски масиви, които се разработват, и, от които преди 1989 г. в България се внасяше дървен материал. Единственият мост над реката е в района на посьолок Усогорск и е пуснат в експлоатация на 7 ноември 1974 г.